# Кончаловский, Андрей Сергеевич
Андре́й (Андро́н) Серге́евич Кончало́вский (Михалко́в-Кончало́вский; при рождении — Андре́й Серге́евич Михалко́в; род. 20 августа 1937, Москва, СССР) — советский, российский режиссёр театра и кино, сценарист, продюсер, общественный и политический деятель; народный артист РСФСР (1980), лауреат Государственной премии РСФСР имени братьев Васильевых (1990), Государственной премии Казахской ССР (1972) и двух премий «Серебряный лев» Венецианского кинофестиваля (2014, 2016). Президент киноакадемии «Ника».

## Детские и юношеские годы
Родился 20 августа 1937 года в Москве, в семье писателя Сергея Владимировича Михалкова и поэтессы-переводчицы Натальи Петровны Кончаловской. Названный при рождении Андреем, в самом начале творческой деятельности молодой режиссёр стал именовать себя Андрон, как его в детстве называл дедушка, а также принял двойную фамилию — Михалков-Кончаловский. В настоящее время предпочитает называть себя Андрей.
В 1997 году в наградном указе Президента Российской Федерации фамилия указана как Михалков (Кончаловский). С середины 1990-х годов постепенно, а после смерти отца, С. В. Михалкова, в 2009 году окончательно утвердилось именование Андрей Сергеевич Кончаловский, о чём сообщает официальный сайт режиссёра. Детство прошло в семейном «поместье» Михалковых на Николиной Горе, в ближнем Подмосковье.
Учился в Центральной музыкальной школе по классу фортепиано у Р. Ю. Чернова (до 1952), в Музыкальном училище при Московской консерватории у А. Г. Руббаха (окончил в 1957) и в Московской государственной консерватории у Л. Н. Оборина (1957—1959, не окончил). В 1964 году окончил режиссёрский факультет ВГИКа (мастерская Михаила Ромма).

## Кинематограф
Находясь в юности под влиянием творчества Акиры Куросавы, Кончаловский дебютировал фильмом «Первый учитель» по повести Чингиза Айтматова. В роли главной героини Алтынай снял молодую балерину Наталию Аринбасарову, на которой потом женился.
В 1969 году режиссёр впервые обращается к русской классике и снимает фильм «Дворянское гнездо» по одноимённому роману Ивана Тургенева. Следующая картина экранизирует классическое произведение Антона Чехова — «Дядя Ваня» (1970). Этот фильм приносит Кончаловскому первый успех за рубежом, режиссёр был удостоен приза «Серебряная раковина» Международного кинофестиваля в Сан-Себастьяне.
Международное признание приносит Кончаловскому и вышедший на экраны в 1974 году фильм «Романс о влюблённых», удостоенный Гран-при кинофестиваля в Карловых Варах. В 1979 году «Сибириада», четырёхсерийная драма о нескольких поколениях покорителей Сибири, была удостоена Гран-при Каннского кинофестиваля.
В 1972 году получил звание лауреата Государственной премии Казахской ССР после всесоюзного успеха фильма «Конец атамана» по сценарию Кончаловского (о ликвидации чекистами белого атамана Дутова, 30 млн зрителей за 1972 год).
В 1980 году получил звание народного артиста РСФСР.
- «Виридиана»

В условиях ограничения творческой свободы, по мнению критиков, Кончаловский создал честные, искренние, правдивые, опередившие своё время фильмы: помимо картины «Первый учитель» это киноэпопея «Сибириада», музыкальная мелодрама «Романс о влюблённых», «История Аси Клячиной…» (мелодрама снята в 1966, но прорвалась на широкий экран только в 1988). Киноведами особо отмечается нонконформизм и творческая смелость молодого режиссёра, который, не объявляя себя прямо диссидентом, тем не менее нашёл в себе силы пойти против тоталитарной системы.  
В 1980 году уехал в США, в Голливуд. Снял там несколько фильмов, среди которых выделяются блокбастеры «Поезд-беглец» (1985) с Джоном Войтом, Эриком Робертсом и Ребеккой Де Морнэй, и «Танго и Кэш» (1989) с Сильвестром Сталлоне и Куртом Расселом в главных ролях. В середине 1980-х имел непродолжительные (один год) романтические отношения с голливудской звездой Ширли Маклейн. Позже Кончаловский, не получив признания в Голливуде, в начале 1990-х вернулся на родину.
В начале 1990-х годов Кончаловский снимает ряд фильмов, не ставших крупными событиями в российском кинематографе. Новый успех ждёт его за границей. В 1997 году снятый Кончаловским в США мини-сериал «Одиссея» по мотивам историко-приключенческих сюжетов Гомера с Армандом Ассанте в главной роли вызвал широкий зрительский интерес в мире и стал на тот момент самым дорогим телепродуктом. Сериал получил в США телевизионную премию «Эмми». В следующие пять лет Кончаловский, впервые с начала карьеры, не ставит ни одного фильма.
Новый творческий импульс 61-летний режиссёр получает после женитьбы в 1998 году на молодой актрисе Белорусского национального академического театра им. Янки Купалы Юлии Высоцкой, с которой Кончаловский познакомился на кинофестивале в Сочи, и этот брак стал самым длительным и счастливым в его жизни. После пятилетнего перерыва Кончаловский уверенно преодолевает творческий спад и в 2002 году выпускает на экраны экстравагантный «Дом дураков» с Высоцкой в главной роли и при участии канадского рок-музыканта Брайана Адамса в качестве камео в романтической сцене. На 59-м Венецианском кинофестивале остросюжетная история обитателей психиатрического интерната в контексте событий первой чеченской войны была отмечена Гран-при жюри.
В 2003 году по пьесе американского писателя Джеймса Голдмана снял историческую драму «Лев зимой».

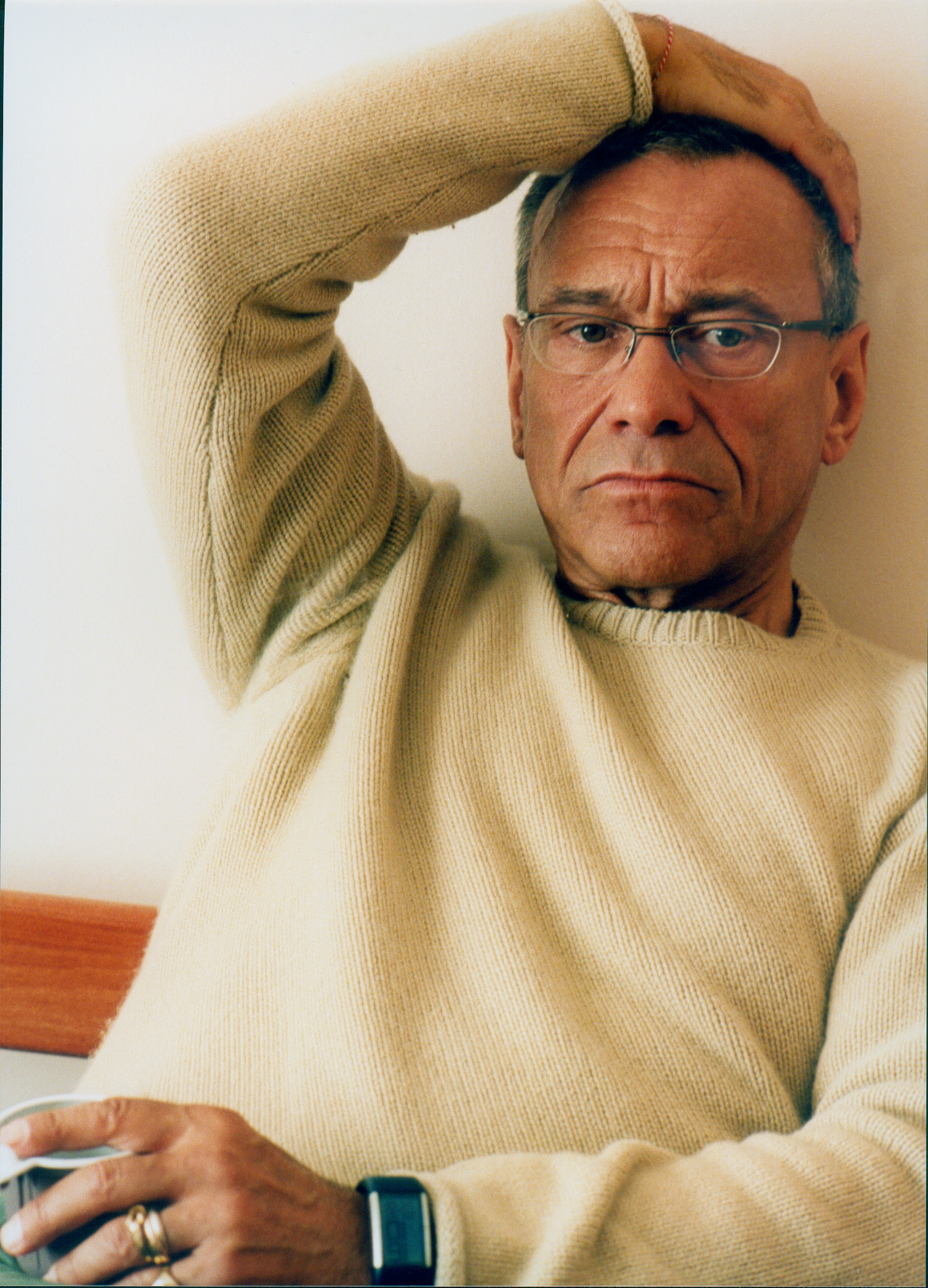
2004 год

С мая 2003 по 2004 год являлся советником генерального директора ОАО «Телекомпания НТВ» Николая Сенкевича. Наряду с генеральным продюсером «НТВ» Кириллом Набутовым принимал участие в формировании сетки вещания телеканала в сезоне 2003/2004 годов.
В 2005 году основал «Продюсерский центр Андрея Кончаловского», который создаёт программы для ведущих каналов российского телевидения — «НТВ», «Россия», «Культура», «Звезда», продюсирует театральные постановки, осуществляет книгоиздательские проекты. Одной из наиболее популярных телепрограмм, продюсируемых Кончаловским, стало авторское кулинарное шоу «Едим дома!» на канале «НТВ» с Высоцкой в качестве ведущей. Кулинарный документальный сериал выходит в эфир в воскресное утро с сентября 2003 года и является одним из долгожителей на российском ТВ.
В 2007 году вышел фильм «Глянец» — комедийная мелодрама о тривиальных иллюзиях и сверхмерном тщеславии профессиональных обитателей современных глянцевых миров.
В 2009 году был сопродюсером фильма американского режиссёра Майкла Хоффмана «Последнее воскресение» — о последних днях жизни Льва Толстого. Фильм был удостоен двух номинаций на «Оскар» в актёрских категориях.
В творчестве Кончаловского нашли отражение и авангардистские технологии. В 2010 году сначала в США, а затем в России состоялась премьера новогоднего фантасмагорического фильма «Щелкунчик и Крысиный Король», снятого режиссёром в формате 3D по мотивам сказки Э. Т. А. Гофмана и балета П. И. Чайковского «Щелкунчик», с участием Эль Фэннинг, Нейтана Лейна, Фрэнсис де ла Тур и Джона Туртурро. Фильм претендовал на премию «Золотая малина» в номинации «Убивающее глаза использование 3D-эффектов» (данная номинация была введена впервые).
В начале 2014 года Кончаловский, вынужденно надолго застряв во Франции из-за травмы дочери, возобновил творческую деятельность и вернулся к созданию фильма «Белые ночи почтальона Алексея Тряпицына», в августе включённого в основную программу Венецианского кинофестиваля на острове Лидо. На итальянской вилле режиссёра в Тоскане начался кулинарный проект.
В сентябре 2014 года был удостоен главного режиссёрского приза Венецианского кинофестиваля, «Серебряного льва», за постановку фильма «Белые ночи почтальона Алексея Тряпицына».

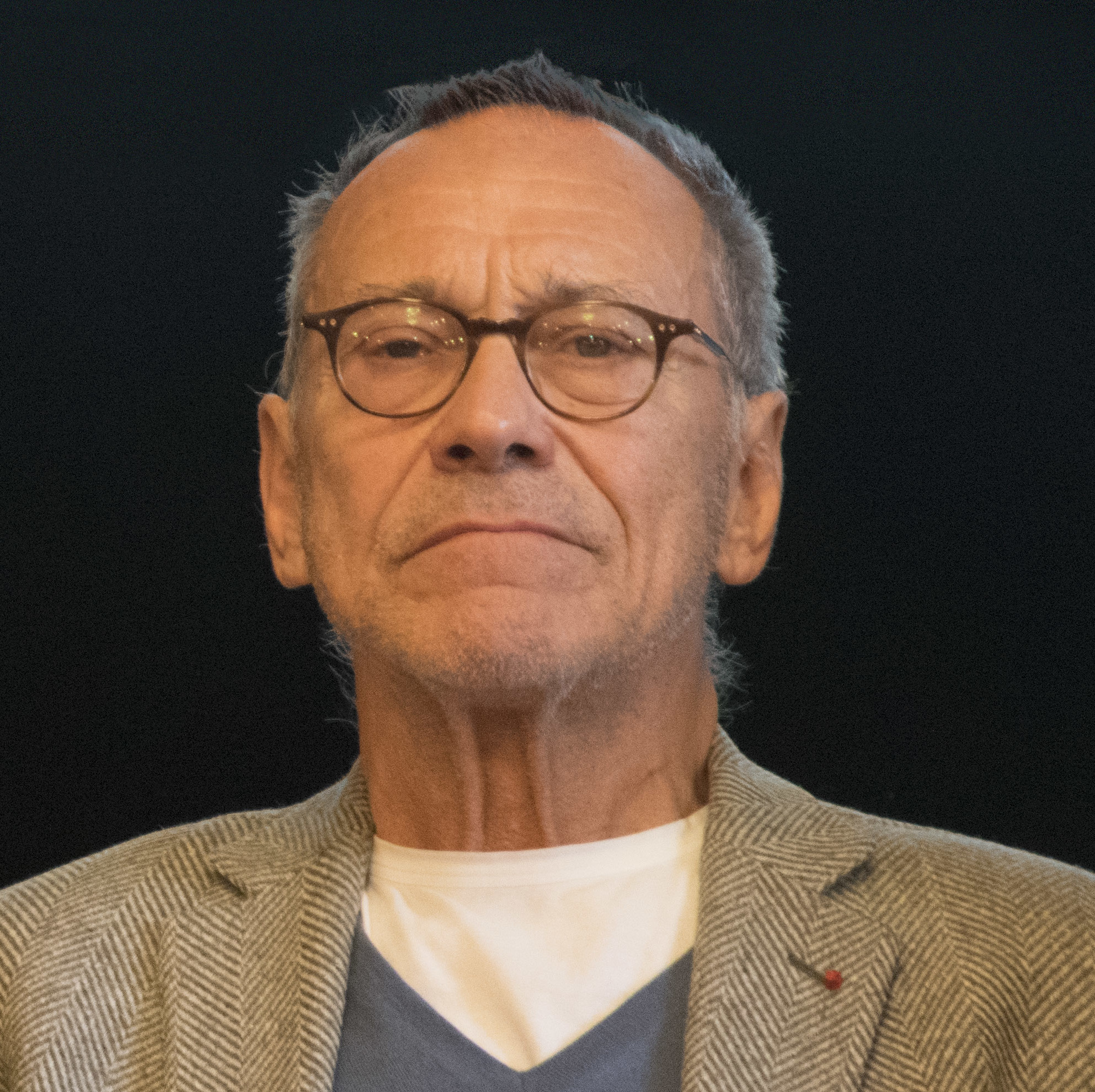
2016 год, Вена

За фильм 2016 года «Рай» Кончаловский получил «Серебряного льва» за лучшую работу режиссёра на Венецианском фестивале. Также фильм был удостоен ряда других международных и российских премий, включая «Нику» и «Золотой орёл» за лучший фильм года. Фильм был претендентом от России на премию «Оскар» за лучший фильм на иностранном языке, был включён в декабрьский шорт-лист из 9 фильмов, но в итоговую номинацию не попал.
В июле 2017 года Андрей Кончаловский сравнил кинопремию «Оскар» с корпорацией McDonald’s и выступил с инициативой больше не выдвигать российские фильмы на премию в качестве санкционной меры:

Я считаю, что сейчас «Оскар» — как McDonald’s, это транснациональная корпорация. И качество у неё очень сомнительное.— 
В марте 2020 года стало известно, что Кончаловский планирует снять документальный фильм о ситуации в России на фоне пандемии коронавируса. Рабочее название ленты — «Карантин по-русски».
В 2020 году фильм Кончаловского «Дорогие товарищи!» о Новочеркасском расстреле 1962 года был выдвинут от России на «Оскар» за лучший международный художественный фильм. Это третий фильм Кончаловского, который был выдвинут на «Оскар» в этой номинации после «Дома дураков» (2002) и «Рая» (2016). Фильм «Дорогие товарищи!» стал третьим подряд фильмом Кончаловского (после «Рая» и «Греха»), который был снят при поддержке фонда Алишера Усманова «„Искусство, наука и спорт“», сам Усманов выступил генеральным продюсером фильмов «Грех» и «Дорогие товарищи!».
На 2024 год запланирована[обновить данные] премьера сериала Кончаловского «Хроники русской революции».

## Театр
Помимо кинематографа, Кончаловский с 1987 года много и плодотворно работает на театральных подмостках, а также как постановщик музыкальных и массовых театрализованных зрелищ. За четверть века режиссёр поставил: спектакль «Чайка» (1987) в парижском театре «Одеон», оперы «Евгений Онегин» (1985) и «Пиковая Дама» (1990) в миланском театре «Ла Скала» и парижской Бастилии, три версии оперы Сергея Прокофьева «Война и мир» (2000, 2002, 2009) на сцене Мариинского театра в Санкт-Петербурге и в «Метрополитен-опера» в Нью-Йорке, «Бал-маскарад» Верди на фестивале в Парме и в Мариинском театре, музыкальное шоу «Наша древняя столица» на Красной Площади в 1997 году в честь празднования 850-летия Москвы. В 2003 году к 300-летию Санкт-Петербурга Кончаловский устроил эффектное шоу на балюстраде Константиновского дворца.
Вдохновлённый традициями русской и европейской классики и следуя апробированным им в кинематографе приёмам адаптации классических произведений для современного зрителя, режиссёр в 2004 году поставил спектакль «Чайка» в театре имени Моссовета. В 2005 году срежиссировал «Мисс Жюли» в театре на Малой Бронной. В январе 2006 года в варшавском театре «На Воли» прошла премьера «Короля Лира» с Даниэлем Ольбрыхским в главной роли. В декабре 2009 года к 150-летию со дня рождения А. П. Чехова на сцене театра Моссовета состоялась премьера спектакля «Дядя Ваня», в 2012 году там же выпустил спектакль по другой чеховской пьесе — «Три сестры». В самом конце 2015 года состоялась премьера спектакля «Вишнёвый сад», таким образом завершив чеховскую трилогию, задуманную Андреем Сергеевичем.

## Признание и общественная деятельность

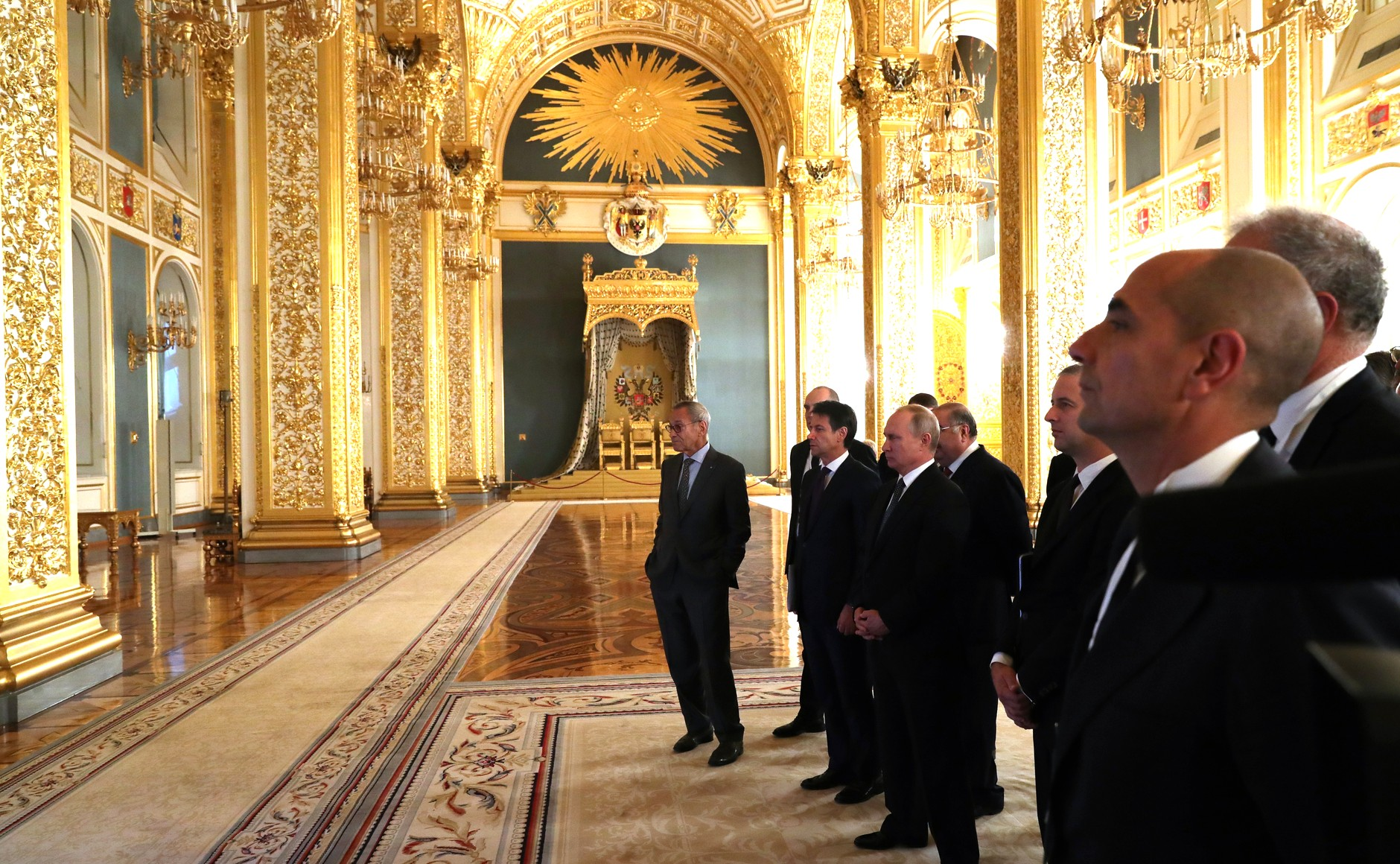
Владимир Путин и премьер-министр Италии Джузеппе Конте ознакомились с новым российско-итальянским фильмом «Грех». Картину представил её автор, режиссёр Андрей Кончаловский, 24 октября 2018.

Творческая деятельность режиссёра получила признание как в России, так и во многих странах мира.
2002 год — академик Национальной академии кинематографических искусств и наук.
2005 год — офицер ордена Искусств и литературы Франции.
2008 год — «Золотая звезда» международного кинофестиваля в Марракеше: за вклад в развитие мирового кинематографа.
В 2010 году стал кавалером ордена Почётного легиона во Франции.
26 августа 2016 года Андрею Кончаловскому присуждена международная католическая кинопремия имени Робера Брессона. Награда была вручена 9 сентября 2016 года в рамках 73-го Венецианского кинофестиваля.
С 2010 года — член Общественной палаты Российской Федерации.
В сентябре 2011 года Кончаловский скептически отнёсся к выдвижению фильма своего брата Никиты Михалкова «Утомлённые солнцем 2: Цитадель» на премию «Оскар», присуждаемую Американской киноакадемией. За несколько лет до этого Кончаловский покинул российский Оскаровский комитет, будучи убеждён, что тот не отражает соотношение сил в российском кинематографе. Кончаловского и Михалкова разъединяют и мировоззренческие разногласия по ключевым государственным и общественно-политическим проблемам. Что, в частности, нашло отражение в книге-дилогии «Низкие истины», где Кончаловский рассказал о взаимоотношениях в творческом семействе.
С апреля 2013 года Кончаловский — президент киноакадемии «Ника».
В марте 2015 года Кончаловский и Михалков предложили В. Путину идею создать национальную сеть общественного питания в форме кафе-кулинарий под брендом «Едим дома!» — в качестве альтернативы западным сетям фастфуда и с целью импортозамещения. С учётом социально-политической направленности проекта обратились за содействием Правительства России, оценив инвестиции в 971,8 млн руб. с выходом на окупаемость почти через 5 лет. Лицом новой сети должна стать Высоцкая, приготовление блюд будет происходить на региональных фабриках-кухнях, а меню на 30—40 % будет готовиться из региональных продуктов. Путин поддержал проект.
В июле 2017 года Андрей Кончаловский заявил, что первые торговые точки сети «Едим как дома!» откроются в конце года. Он подчеркнул, что продукция сети должна быть натуральной и недорогой, доступной для граждан с любым уровнем дохода.
С 2017 года возглавляет Мемориальный музей-мастерскую имени Петра Кончаловского.
В ходе президентских выборов 2018 года был доверенным лицом Владимира Путина.
В 2018 году Андрей Кончаловский стал кавалером ордена за заслуги перед Итальянской республикой. Церемония награждения прошла 24 апреля в посольстве Италии в РФ. К награде режиссёр представлен за вклад в кинематографическое и театральное искусство.
В ноябре 2018 года Андрей Сергеевич, в соответствии с Указом Президента России, включён в новый состав Совета при Президенте по культуре и искусству.
В 2024 году стал доверенным лицом кандидата в президенты России Владимира Путина.

## Санкции
В мае 2017 года внесён в базу украинского сайта «Миротворец».
15 января 2023 года Кончаловский внесён в санкционный список Украины лиц «которые публично призывают к агрессивной войне, оправдывают и признают законной вооруженную агрессию РФ против Украины, временную оккупацию территории Украины».

## Личная жизнь

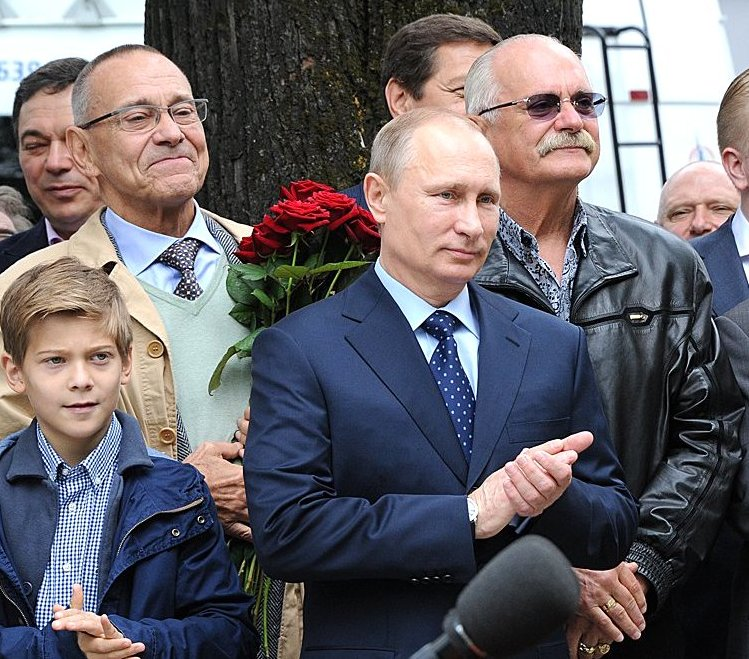
Андрей Кончаловский с младшим сыном Петром, Президент России Владимир Путин, Никита Михалков на церемонии открытия памятника С. В. Михалкову,
28 мая 2014 года

Прадед по материнской линии — Василий Суриков (1848—1916), художник.
Дед — Пётр Кончаловский (1876—1956), живописец, народный художник РСФСР (1946).
Отец — Сергей Михалков (1913—2009), писатель, поэт. Герой Социалистического Труда (1973), заслуженный деятель искусств РСФСР (1967).
Мать — Наталья Кончаловская (1903—1988), поэтесса, переводчица.
Старшая единоутробная сестра — Екатерина (дочь от первого брака Натальи Кончаловской). Была замужем за советским писателем Юлианом Семёновым.
Младший брат — Никита Михалков (род. 1945), кинорежиссёр, сценарист, актёр, продюсер. Герой Труда России (2020), народный артист РСФСР (1984).
В 2010—2013 годах проживал с семьёй как в России, так и за границей, в Италии, в зависимости от того, где работал. С октября 2013 года, после автокатастрофы под Марселем и госпитализации дочери, обосновался во Франции.

### Жёны и дети
Был женат пять раз, у него двое сыновей и пять дочерей:
Первая жена (с 1955 по 1957) — Ирина Кандат, балерина.
Вторая жена (с 1965 по 1969) — Наталия Аринбасарова (род. 24.09.1946), актриса, заслуженная артистка РСФСР (1979).
- Сын: Егор (род. 15.01.1966) — кинорежиссёр.
  - Внучка Мария (род. 5 июня 2001).
  - Внук Тимур (род. 2 апреля 2017).
  - Внук Марат (род. 3 января 2023)

Третья жена (с 1969 по 1980) — Вивиан Михалкова (Годе), французский востоковед.
- Дочь: Александра (род. 1970).

Четвёртая жена (с 1990 по 1997) — Ирина Мартынова, диктор телевидения. Была голосом ТНТ в 1998—1999 годах и вела программу «Честно говоря» в 1998 году.
- Дочери: Наталья (род. 1991) и Елена (род. 1993).

Пятая жена (с 1998) — Юлия Высоцкая, актриса и телеведущая (род. 16.08.1973); заслуженная артистка РФ (2018).
- Дочь: Мария (род. 1999).
- Сын: Пётр (род. 2003).

И дочь Дарья (род. 1980; от актрисы Ирины Бразговки).

### Политические и общественные взгляды
До аварии Кончаловский критически относился к современной действительности, часто говорил о фактическом отсутствии демократии в России:

У нас <в России> не существует гражданского общества, поскольку не существует общественного мнения, поскольку у большинства граждан не существует никакого желания как-то влиять на действия власти, власть делает то, что хочет, в том числе применяет юриспруденцию в нужных пропорциях в нужном направлении… У нас Конституция есть, законы есть, суды есть, но всё это для того, чтобы легитимизировать решения власти… Народ как был языческим, так во многом им и остаётся.
— 

«В России пока очень низкая общая культура. Русский человек с этой культурой, приобретая большое количество денег, становится разрушителем и самого себя, и окружающей среды»

«У русского человека нет чувства индивидуальности, а значит, чувства ответственности. А так как у русского человека нет чувства ответственности, то разговор с ним может быть только один: вдарил палкой ему по голове, и он присел» (Андрей Кончаловский о телевидении: «Я просто говорю то, что думаю»)

Стал одним из 103 деятелей российской культуры, подписавших открытое письмо в поддержку арестованных за «панк-молебен» участниц группы Pussy Riot, дело которых в 2012 году вызвало широкий общественный резонанс.
В 2012 году, на вопрос про выездные визы ответил, что «если отсюда нельзя будет свободно выехать — я уеду немедленно. …У меня двойное гражданство, второе — французское. В этом случае я просто откажусь от русского».
На выборах мэра Москвы в 2013 году поддержал члена «Единой России» Сергея Собянина.
В год аварии сменил политические взгляды на диаметрально противоположные.
Высказывался за смертную казнь для «убийц-педофилов». Активный сторонник ужесточения наказания за различные преступления, в частности, за хищение в особо крупных размерах предложил давать порядка 20 лет заключения с конфискацией имущества.
Критически относится к половому равноправию в европейском сообществе:

«И вообще, что такое гендерное равноправие, я, очевидно, не понимаю: не дорос. Есть создание Бога, природы, инь-янь, как хотите называйте. Женщина делает одно, мужчина другое. Есть масса вещей, которые женщина может, а мужчина — нет. Два разных пола и, следовательно, разные функции. Тогда надо смешивать функции, но во многих областях это невозможно. И попытки нарушить законы природы человечеству обойдутся дорого… Всё равно мир будет двигаться по своим законам, он и движется — мы не можем остановить этот процесс. В разных культурных этносистемах мир развивается по-разному. В Азии одно, на Ближнем Востоке другое. Посмотрим, до чего дойдёт абсурд европейского сознания».

В марте 2014 года, после российской аннексии Крыма, по утверждению журналиста Мустафы Найема, подписался под обращением деятелей российской культуры против политики Владимира Путина по отношению к Украине. В 2017 году Кончаловский заявил, что аннексия Крыма была единственно возможным правильным ходом, и что он даже видел документы о том, что американцы в Крыму должны были ставить свою базу.
В 2020 году Кончаловский заявил, что развенчание культа личности Иосифа Сталина было ошибкой Никиты Хрущёва.
В 2022 году поддержал военные действия России на Украине и заявил, что «Путин возглавил борьбу с главным мировым злом» и «наш противник пытается уничтожить, убить историю, память человеческую», поэтому «должна начаться народная война, чтобы сохранить нашу историю, независимость, наше пространство, как географическое, так и культурное, нашу культуру».

### Авария в октябре 2013 года
12 октября 2013 года Кончаловский попал в аварию на юге Франции, в которой пострадали он и дочь Мария (род. 28 сентября 1999). Режиссёр не справился с управлением арендованного «Мерседеса», потерявший управление автомобиль выехал на полосу встречного движения и столкнулся с другим автомобилем. Дочь Кончаловского не была пристёгнута ремнём безопасности, получила травмы и в тяжёлом состоянии, без сознания оказалась в реанимации клиники Hôpital de la Timone в Марселе.
По состоянию на 21 января 2014 года девочка с диагнозом «черепно-мозговая травма» не выходила из комы, состояние оставалось стабильно тяжёлым. Рядом с ней всё время находились родители. Спустя пять месяцев после аварии девочка по-прежнему находилась в состоянии искусственного сна. По данным на май 2014 года состояние медленно улучшалось. В марте 2015 года стало известно, что Мария находилась в поверхностной коме, ей была сделана операция, она была перевезена в дом родителей в Италии. На 2018 год Мария находилась в коме, была перевезена в Россию.

## Генеалогия
Родословное древо
|                                |                                |                                |                                |                                       |                                       |                                       |                                       |                                       |                                       |                                |                                | Владимир Михалков (1817—1900)  |                                |                                |                                |                                |                                |                             |                             |                             |                             |                             |                             |                                  |                                  |                                  |                                  |                                  |                                  |                               |                               |                               |                               |                               |                               |                                 |                                 |                                 |                                 |                                       |                                       |                                       |                                       |                                       |                                       |                          |                          |                          |                          |  |  |                             |                             |                             |                             |                             |                             |  |  |
|                                |                                |                                |                                |                                       |                                       |                                       |                                       |                                       |                                       |                                |                                |                                |                                |                                |                                |                                |                                |                             |                             |                             |                             |                             |                             |                                  |                                  |                                  |                                  |                                  |                                  |                               |                               |                               |                               |                               |                               |                                 |                                 |                                 |                                 |                                       |                                       |                                       |                                       |                                       |                                       |                          |                          |                          |                          |  |  |                             |                             |                             |                             |                             |                             |  |  |
|                                |                                |                                |                                |                                       |                                       |                                       |                                       |                                       |                                       |                                |                                | Александр Михалков (1856—1915) | Александр Михалков (1856—1915) | Александр Михалков (1856—1915) | Александр Михалков (1856—1915) | Александр Михалков (1856—1915) | Александр Михалков (1856—1915) |                             |                             | Василий Суриков (1848—1916) | Василий Суриков (1848—1916) | Василий Суриков (1848—1916) | Василий Суриков (1848—1916) | Василий Суриков (1848—1916)      | Василий Суриков (1848—1916)      |                                  |                                  |                                  |                                  |                               |                               | Пётр Кончаловский (1839—1904) | Пётр Кончаловский (1839—1904) | Пётр Кончаловский (1839—1904) | Пётр Кончаловский (1839—1904) | Пётр Кончаловский (1839—1904)   | Пётр Кончаловский (1839—1904)   |                                 |                                 |                                       |                                       |                                       |                                       |                                       |                                       |                          |                          |                          |                          |  |  |                             |                             |                             |                             |                             |                             |  |  |
|                                |                                |                                |                                |                                       |                                       |                                       |                                       |                                       |                                       |                                |                                | Александр Михалков (1856—1915) | Александр Михалков (1856—1915) | Александр Михалков (1856—1915) | Александр Михалков (1856—1915) | Александр Михалков (1856—1915) | Александр Михалков (1856—1915) |                             |                             | Василий Суриков (1848—1916) | Василий Суриков (1848—1916) | Василий Суриков (1848—1916) | Василий Суриков (1848—1916) | Василий Суриков (1848—1916)      | Василий Суриков (1848—1916)      |                                  |                                  |                                  |                                  |                               |                               | Пётр Кончаловский (1839—1904) | Пётр Кончаловский (1839—1904) | Пётр Кончаловский (1839—1904) | Пётр Кончаловский (1839—1904) | Пётр Кончаловский (1839—1904)   | Пётр Кончаловский (1839—1904)   |                                 |                                 |                                       |                                       |                                       |                                       |                                       |                                       |                          |                          |                          |                          |  |  |                             |                             |                             |                             |                             |                             |  |  |
|                                |                                |                                |                                |                                       |                                       |                                       |                                       |                                       |                                       |                                |                                |                                |                                |                                |                                |                                |                                |                             |                             |                             |                             |                             |                             |                                  |                                  |                                  |                                  |                                  |                                  |                               |                               |                               |                               |                               |                               |                                 |                                 |                                 |                                 |                                       |                                       |                                       |                                       |                                       |                                       |                          |                          |                          |                          |  |  |                             |                             |                             |                             |                             |                             |  |  |
|                                |                                |                                |                                | Ольга Глебова (1883—1943)             | Ольга Глебова (1883—1943)             | Ольга Глебова (1883—1943)             | Ольга Глебова (1883—1943)             | Ольга Глебова (1883—1943)             | Ольга Глебова (1883—1943)             |                                |                                | Владимир Михалков (1886—1932)  | Владимир Михалков (1886—1932)  | Владимир Михалков (1886—1932)  | Владимир Михалков (1886—1932)  | Владимир Михалков (1886—1932)  | Владимир Михалков (1886—1932)  |                             |                             | Ольга Сурикова (1878—1958)  | Ольга Сурикова (1878—1958)  | Ольга Сурикова (1878—1958)  | Ольга Сурикова (1878—1958)  | Ольга Сурикова (1878—1958)       | Ольга Сурикова (1878—1958)       |                                  |                                  | Пётр Кончаловский (1876—1956)    | Пётр Кончаловский (1876—1956)    | Пётр Кончаловский (1876—1956) | Пётр Кончаловский (1876—1956) | Пётр Кончаловский (1876—1956) | Пётр Кончаловский (1876—1956) |                               |                               | Максим Кончаловский (1875—1942) | Максим Кончаловский (1875—1942) | Максим Кончаловский (1875—1942) | Максим Кончаловский (1875—1942) | Максим Кончаловский (1875—1942)       | Максим Кончаловский (1875—1942)       |                                       |                                       |                                       |                                       |                          |                          |                          |                          |  |  |                             |                             |                             |                             |                             |                             |  |  |
|                                |                                |                                |                                | Ольга Глебова (1883—1943)             | Ольга Глебова (1883—1943)             | Ольга Глебова (1883—1943)             | Ольга Глебова (1883—1943)             | Ольга Глебова (1883—1943)             | Ольга Глебова (1883—1943)             |                                |                                | Владимир Михалков (1886—1932)  | Владимир Михалков (1886—1932)  | Владимир Михалков (1886—1932)  | Владимир Михалков (1886—1932)  | Владимир Михалков (1886—1932)  | Владимир Михалков (1886—1932)  |                             |                             | Ольга Сурикова (1878—1958)  | Ольга Сурикова (1878—1958)  | Ольга Сурикова (1878—1958)  | Ольга Сурикова (1878—1958)  | Ольга Сурикова (1878—1958)       | Ольга Сурикова (1878—1958)       |                                  |                                  | Пётр Кончаловский (1876—1956)    | Пётр Кончаловский (1876—1956)    | Пётр Кончаловский (1876—1956) | Пётр Кончаловский (1876—1956) | Пётр Кончаловский (1876—1956) | Пётр Кончаловский (1876—1956) |                               |                               | Максим Кончаловский (1875—1942) | Максим Кончаловский (1875—1942) | Максим Кончаловский (1875—1942) | Максим Кончаловский (1875—1942) | Максим Кончаловский (1875—1942)       | Максим Кончаловский (1875—1942)       |                                       |                                       |                                       |                                       |                          |                          |                          |                          |  |  |                             |                             |                             |                             |                             |                             |  |  |
|                                |                                |                                |                                |                                       |                                       |                                       |                                       |                                       |                                       |                                |                                |                                |                                |                                |                                |                                |                                |                             |                             |                             |                             |                             |                             |                                  |                                  |                                  |                                  |                                  |                                  |                               |                               |                               |                               |                               |                               |                                 |                                 |                                 |                                 |                                       |                                       |                                       |                                       |                                       |                                       |                          |                          |                          |                          |  |  |                             |                             |                             |                             |                             |                             |  |  |
|                                |                                |                                |                                |                                       |                                       |                                       |                                       |                                       |                                       |                                |                                |                                |                                |                                |                                |                                |                                |                             |                             |                             |                             |                             |                             |                                  |                                  |                                  |                                  |                                  |                                  |                               |                               |                               |                               |                               |                               |                                 |                                 |                                 |                                 |                                       |                                       |                                       |                                       |                                       |                                       |                          |                          |                          |                          |  |  |                             |                             |                             |                             |                             |                             |  |  |
| Михаил Михалков (1922—2006)    | Михаил Михалков (1922—2006)    | Михаил Михалков (1922—2006)    | Михаил Михалков (1922—2006)    | Михаил Михалков (1922—2006)           | Михаил Михалков (1922—2006)           |                                       |                                       | Александр Михалков (1917—2001)        | Александр Михалков (1917—2001)        | Александр Михалков (1917—2001) | Александр Михалков (1917—2001) | Александр Михалков (1917—2001) | Александр Михалков (1917—2001) |                                |                                | Сергей Михалков (1913—2009)    | Сергей Михалков (1913—2009)    | Сергей Михалков (1913—2009) | Сергей Михалков (1913—2009) | Сергей Михалков (1913—2009) | Сергей Михалков (1913—2009) |                             |                             | Наталья Кончаловская (1903—1988) | Наталья Кончаловская (1903—1988) | Наталья Кончаловская (1903—1988) | Наталья Кончаловская (1903—1988) | Наталья Кончаловская (1903—1988) | Наталья Кончаловская (1903—1988) |                               |                               |                               |                               |                               |                               | Нина Кончаловская (1908—1994)   | Нина Кончаловская (1908—1994)   | Нина Кончаловская (1908—1994)   | Нина Кончаловская (1908—1994)   | Нина Кончаловская (1908—1994)         | Нина Кончаловская (1908—1994)         |                                       |                                       |                                       |                                       |                          |                          |                          |                          |  |  |                             |                             |                             |                             |                             |                             |  |  |
| Михаил Михалков (1922—2006)    | Михаил Михалков (1922—2006)    | Михаил Михалков (1922—2006)    | Михаил Михалков (1922—2006)    | Михаил Михалков (1922—2006)           | Михаил Михалков (1922—2006)           |                                       |                                       | Александр Михалков (1917—2001)        | Александр Михалков (1917—2001)        | Александр Михалков (1917—2001) | Александр Михалков (1917—2001) | Александр Михалков (1917—2001) | Александр Михалков (1917—2001) |                                |                                | Сергей Михалков (1913—2009)    | Сергей Михалков (1913—2009)    | Сергей Михалков (1913—2009) | Сергей Михалков (1913—2009) | Сергей Михалков (1913—2009) | Сергей Михалков (1913—2009) |                             |                             | Наталья Кончаловская (1903—1988) | Наталья Кончаловская (1903—1988) | Наталья Кончаловская (1903—1988) | Наталья Кончаловская (1903—1988) | Наталья Кончаловская (1903—1988) | Наталья Кончаловская (1903—1988) |                               |                               |                               |                               |                               |                               | Нина Кончаловская (1908—1994)   | Нина Кончаловская (1908—1994)   | Нина Кончаловская (1908—1994)   | Нина Кончаловская (1908—1994)   | Нина Кончаловская (1908—1994)         | Нина Кончаловская (1908—1994)         |                                       |                                       |                                       |                                       |                          |                          |                          |                          |  |  |                             |                             |                             |                             |                             |                             |  |  |
|                                |                                |                                |                                |                                       |                                       |                                       |                                       |                                       |                                       |                                |                                |                                |                                |                                |                                |                                |                                |                             |                             |                             |                             |                             |                             |                                  |                                  |                                  |                                  |                                  |                                  |                               |                               |                               |                               |                               |                               |                                 |                                 |                                 |                                 |                                       |                                       |                                       |                                       |                                       |                                       |                          |                          |                          |                          |  |  |                             |                             |                             |                             |                             |                             |  |  |
|                                |                                |                                |                                |                                       |                                       |                                       |                                       |                                       |                                       |                                |                                |                                |                                |                                |                                |                                |                                |                             |                             |                             |                             |                             |                             |                                  |                                  |                                  |                                  |                                  |                                  |                               |                               |                               |                               |                               |                               |                                 |                                 |                                 |                                 |                                       |                                       |                                       |                                       |                                       |                                       |                          |                          |                          |                          |  |  |                             |                             |                             |                             |                             |                             |  |  |
| Наталия Аринбасарова (р. 1946) | Наталия Аринбасарова (р. 1946) | Наталия Аринбасарова (р. 1946) | Наталия Аринбасарова (р. 1946) | Наталия Аринбасарова (р. 1946)        | Наталия Аринбасарова (р. 1946)        |                                       |                                       | Андрей Кончаловский (р. 1937)         | Андрей Кончаловский (р. 1937)         | Андрей Кончаловский (р. 1937)  | Андрей Кончаловский (р. 1937)  | Андрей Кончаловский (р. 1937)  | Андрей Кончаловский (р. 1937)  |                                |                                | Юлия Высоцкая (р. 1973)        | Юлия Высоцкая (р. 1973)        | Юлия Высоцкая (р. 1973)     | Юлия Высоцкая (р. 1973)     | Юлия Высоцкая (р. 1973)     | Юлия Высоцкая (р. 1973)     |                             |                             | Анастасия Вертинская (р. 1944)   | Анастасия Вертинская (р. 1944)   | Анастасия Вертинская (р. 1944)   | Анастасия Вертинская (р. 1944)   | Анастасия Вертинская (р. 1944)   | Анастасия Вертинская (р. 1944)   |                               |                               | Никита Михалков (р. 1945)     | Никита Михалков (р. 1945)     | Никита Михалков (р. 1945)     | Никита Михалков (р. 1945)     | Никита Михалков (р. 1945)       | Никита Михалков (р. 1945)       |                                 |                                 | Татьяна Михалкова (Шигаева) (р. 1947) | Татьяна Михалкова (Шигаева) (р. 1947) | Татьяна Михалкова (Шигаева) (р. 1947) | Татьяна Михалкова (Шигаева) (р. 1947) | Татьяна Михалкова (Шигаева) (р. 1947) | Татьяна Михалкова (Шигаева) (р. 1947) |                          |                          |                          |                          |  |  |                             |                             |                             |                             |                             |                             |  |  |
| Наталия Аринбасарова (р. 1946) | Наталия Аринбасарова (р. 1946) | Наталия Аринбасарова (р. 1946) | Наталия Аринбасарова (р. 1946) | Наталия Аринбасарова (р. 1946)        | Наталия Аринбасарова (р. 1946)        |                                       |                                       | Андрей Кончаловский (р. 1937)         | Андрей Кончаловский (р. 1937)         | Андрей Кончаловский (р. 1937)  | Андрей Кончаловский (р. 1937)  | Андрей Кончаловский (р. 1937)  | Андрей Кончаловский (р. 1937)  |                                |                                | Юлия Высоцкая (р. 1973)        | Юлия Высоцкая (р. 1973)        | Юлия Высоцкая (р. 1973)     | Юлия Высоцкая (р. 1973)     | Юлия Высоцкая (р. 1973)     | Юлия Высоцкая (р. 1973)     |                             |                             | Анастасия Вертинская (р. 1944)   | Анастасия Вертинская (р. 1944)   | Анастасия Вертинская (р. 1944)   | Анастасия Вертинская (р. 1944)   | Анастасия Вертинская (р. 1944)   | Анастасия Вертинская (р. 1944)   |                               |                               | Никита Михалков (р. 1945)     | Никита Михалков (р. 1945)     | Никита Михалков (р. 1945)     | Никита Михалков (р. 1945)     | Никита Михалков (р. 1945)       | Никита Михалков (р. 1945)       |                                 |                                 | Татьяна Михалкова (Шигаева) (р. 1947) | Татьяна Михалкова (Шигаева) (р. 1947) | Татьяна Михалкова (Шигаева) (р. 1947) | Татьяна Михалкова (Шигаева) (р. 1947) | Татьяна Михалкова (Шигаева) (р. 1947) | Татьяна Михалкова (Шигаева) (р. 1947) |                          |                          |                          |                          |  |  |                             |                             |                             |                             |                             |                             |  |  |
|                                |                                |                                |                                |                                       |                                       |                                       |                                       |                                       |                                       |                                |                                |                                |                                |                                |                                |                                |                                |                             |                             |                             |                             |                             |                             |                                  |                                  |                                  |                                  |                                  |                                  |                               |                               |                               |                               |                               |                               |                                 |                                 |                                 |                                 |                                       |                                       |                                       |                                       |                                       |                                       |                          |                          |                          |                          |  |  |                             |                             |                             |                             |                             |                             |  |  |
|                                |                                |                                |                                |                                       |                                       |                                       |                                       |                                       |                                       |                                |                                |                                |                                |                                |                                |                                |                                |                             |                             |                             |                             |                             |                             |                                  |                                  |                                  |                                  |                                  |                                  |                               |                               |                               |                               |                               |                               |                                 |                                 |                                 |                                 |                                       |                                       |                                       |                                       |                                       |                                       |                          |                          |                          |                          |  |  |                             |                             |                             |                             |                             |                             |  |  |
|                                |                                |                                |                                | Егор Михалков- Кончаловский (р. 1966) | Егор Михалков- Кончаловский (р. 1966) | Егор Михалков- Кончаловский (р. 1966) | Егор Михалков- Кончаловский (р. 1966) | Егор Михалков- Кончаловский (р. 1966) | Егор Михалков- Кончаловский (р. 1966) |                                |                                | Мария Кончаловская (р. 1999)   | Мария Кончаловская (р. 1999)   | Мария Кончаловская (р. 1999)   | Мария Кончаловская (р. 1999)   | Мария Кончаловская (р. 1999)   | Мария Кончаловская (р. 1999)   |                             |                             | Пётр Кончаловский (р. 2003) | Пётр Кончаловский (р. 2003) | Пётр Кончаловский (р. 2003) | Пётр Кончаловский (р. 2003) | Пётр Кончаловский (р. 2003)      | Пётр Кончаловский (р. 2003)      |                                  |                                  | Степан Михалков (р. 1966)        | Степан Михалков (р. 1966)        | Степан Михалков (р. 1966)     | Степан Михалков (р. 1966)     | Степан Михалков (р. 1966)     | Степан Михалков (р. 1966)     |                               |                               | Анна Михалкова (р. 1974)        | Анна Михалкова (р. 1974)        | Анна Михалкова (р. 1974)        | Анна Михалкова (р. 1974)        | Анна Михалкова (р. 1974)              | Анна Михалкова (р. 1974)              |                                       |                                       | Артём Михалков (р. 1975)              | Артём Михалков (р. 1975)              | Артём Михалков (р. 1975) | Артём Михалков (р. 1975) | Артём Михалков (р. 1975) | Артём Михалков (р. 1975) |  |  | Надежда Михалкова (р. 1986) | Надежда Михалкова (р. 1986) | Надежда Михалкова (р. 1986) | Надежда Михалкова (р. 1986) | Надежда Михалкова (р. 1986) | Надежда Михалкова (р. 1986) |  |  |

Предки

## Награды
Государственные награды (СССР, Россия):
- Государственная премия Казахской ССР (1972)
- Заслуженный деятель искусств РСФСР (28 марта 1974) — за заслуги в области советского киноискусства[74]
- Народный артист РСФСР (25 января 1980) — за заслуги в развитии советского киноискусства[75]
- Государственная премия РСФСР имени братьев Васильевых (1990)
- медаль «В память 850-летия Москвы» (1997)
- орден «За заслуги перед Отечеством» IV степени (20 августа 1997) — за большие заслуги в развитии киноискусства[76]
- премия Правительства Российской Федерации в области культуры (22 декабря 2017) — за постановку трилогии по пьесам А. П. Чехова на сцене театра имени Моссовета[77]

Государственные награды (зарубежные):
- орден «Данакер» (20 сентября 2003, Кыргызстан) — за большие заслуги в развитии и углублении кыргызско-российских отношений в области культуры и искусства[78]
- Офицер ордена искусств и литературы (2005, Франция)
- Кавалер ордена Почётного легиона (31 декабря 2009, Франция)[79]
- Кавалер ордена «За заслуги перед Итальянской Республикой» (27 декабря 2017, Италия)[80][81][82][83][84][85]

Кинематографические награды:
- Главный приз (конкурс дебютов) на МКФ для детей и юношества в Венеции-1962 (Италия) за фильм «Мальчик и голубь»
- Специальный приз «Серебряный Святой Георгий» за вклад в мировой кинематограф, Московский международный кинофестиваль (Россия, 1997)
- Премия Большого жюри Венецианского кинофестиваля за фильм «Дом дураков»
- «Серебряный лев» Венецианского кинофестиваля за режиссуру фильма «Белые ночи почтальона Алексея Тряпицына» (2014)
- «Серебряный лев» Венецианского кинофестиваля за лучшую режиссёрскую работу — фильм «Рай» (2016)
- Премия «ТЭФИ-Летопись Победы» в номинации «Лучший режиссёр телевизионного фильма/сериала» (2019)[86]
- Премия «Скрипач на крыше» в номинации «Кинематограф» (2017) — за отображение трагедии Холокоста в фильме «Рай»[87]
- Премия кинофестиваля «Тёмные ночи» — «За дело всей жизни»[88]
- Специальный приз жюри Венецианского кинофестиваля за фильм «Дорогие товарищи!» (2020)
- Приз за лучшую режиссуру Международного кинофестиваля в Чикаго за фильм «Дорогие товарищи!» (2020)[89]
- Кинопремия «Золотой орел» в номинации «Лучший режиссёр» за фильм «Дорогие товарищи!» (2020)
- Золотая медаль имени С. Ф. Бондарчука «За выдающийся вклад в кинематограф» Международного кинофорума «Золотой Витязь» (2020)
- Национальная кинематографическая премия «Ника» за 2020 год («Дорогие товарищи!»)
  - лучший игровой фильм
  - лучшая режиссёрская работа[90]
- Приз «За вклад в мировой кинематограф» XVII Международного кинофестиваля «Балтийские дебюты» (2021)[91]
- Международная кинематографическая премия «Восток — Запад. Золотая арка» по итогам 2020—2021 годов за лучшую режиссёрскую работу («Дорогие товарищи!»)[92]

Другие награды, поощрения, премии и общественное признание:
- Международная премия «Балтийская звезда» (2016)[93].
- Европейская медаль толерантности (2017)[94]
- Почётный профессор МГУ (2017)[95]
- Орден преподобного Андрея Иконописца I степени (2022, РПЦ)[96]

## Фильмография
| Год        | Страна(ы)                                     | Фильм                                                   | Режиссёр | Сценарист | Продюсер       | Актёр | Роль         | Примечания |
| ---------- | --------------------------------------------- | ------------------------------------------------------- | -------- | --------- | -------------- | ----- | ------------ | --- |
| 1960       | СССР                                          | Каток и скрипка                                         |          | Да        |                |       |              | Короткометражные |
| 1961       | СССР                                          | Мальчик и голубь                                        | Да       | Да        |                |       |              | Короткометражные |
| 1961       | СССР                                          | Суд сумасшедших                                         |          |           |                | Да    | Майкл Хаггер | |
| 1962       | СССР                                          | Иваново детство                                         |          | Да        |                | Да    | солдат       | |
| 1963       | СССР                                          | Большой фитиль                                          |          | Да        |                |       |              | Киноальманах |
| 1964       | СССР                                          | Застава Ильича                                          |          |           |                | Да    | Юра          | |
| 1965       | СССР                                          | Первый учитель                                          | Да       | Да        |                |       |              | |
| 1966       | СССР                                          | Андрей Рублёв                                           |          | Да        |                |       |              | |
| 1967       | СССР                                          | История Аси Клячиной, которая любила, да не вышла замуж | Да       |           |                |       |              | |
| 1967       | СССР                                          | Ташкент — город хлебный                                 |          | Да        |                |       |              | |
| 1969       | СССР                                          | Дворянское гнездо                                       | Да       | Да        |                |       |              | |
| 1970       | СССР                                          | Конец атамана                                           |          | Да        |                |       |              | |
| 1970       | СССР                                          | Песнь о Маншук                                          |          | Да        |                |       |              | |
| 1970       | СССР                                          | Дядя Ваня                                               | Да       | Да        |                |       |              | |
| 1972       | СССР                                          | Ждём тебя, парень                                       |          | Да        |                |       |              | |
| 1972       | СССР                                          | Седьмая пуля                                            |          | Да        |                |       |              | |
| 1973       | СССР                                          | Лютый                                                   |          | Да        |                |       |              | |
| 1973       | СССР                                          | Поклонник                                               |          | Да        |                |       |              | |
| 1974       | СССР                                          | Романс о влюблённых                                     | Да       |           |                | Да    | камео        | |
| 1974       | СССР                                          | Нечаянные радости                                       |          | Да        |                |       |              | Первый вариант сценария |
| 1975       | СССР                                          | Одной жизни мало                                        |          | Да        |                |       |              | |
| 1975       | СССР                                          | Раба любви                                              |          | Да        |                |       |              | |
| 1977       | СССР                                          | Транссибирский экспресс                                 |          | Да        |                |       |              | |
| 1978       | СССР                                          | Кровь и пот                                             |          | Да        |                |       |              | |
| 1978       | СССР                                          | Сибириада                                               | Да       | Да        |                |       |              | |
| 1982       | США, Канада                                   | Сломанное вишнёвое деревце                              | Да       |           |                |       |              | Короткометражный |
| 1983       | США                                           | Возлюбленные Марии                                      | Да       | Да        |                |       |              | |
| 1985       | США                                           | Поезд-беглец                                            | Да       |           |                |       |              | |
| 1986       | США, Великобритания                           | Дуэт для солиста                                        | Да       | Да        |                |       |              | |
| 1987       | США                                           | Стыдливые люди                                          | Да       | Да        |                |       |              | |
| 1989       | США                                           | Танго и Кэш                                             | Да       |           |                |       |              | |
| 1990       | США                                           | Гомер и Эдди                                            | Да       |           |                |       |              | |
| 1991       | США, СССР, Италия                             | Ближний круг                                            | Да       | Да        |                |       |              | |
| 1994       | Россия, Франция                               | Курочка Ряба                                            | Да       | Да        | Да             |       |              | |
| 1995       | Дания, Швеция, Франция, Испания               | Люмьер и компания                                       | Да       | Да        |                |       |              | |
| 1997       | Италия, Великобритания, Германия, Греция, США | Одиссея                                                 | Да       |           |                |       |              | Мини-сериал, 2 эпизода |
| 2002       | Россия, Франция                               | Дом дураков                                             | Да       |           |                |       |              | |
| 2003       | США                                           | Лев зимой                                               | Да       |           |                |       |              | Телефильм |
| 2003- 2007 | Россия                                        | Гении                                                   | Да       |           |                |       |              | Документальный цикл (эпизоды - «Сергей Прокофьев» - «Сергей Рахманинов» - «Александр Скрябин» - «Игорь Стравинский» - «Дмитрий Шостакович» - «Владимир Софроницкий») |
| 2004       | Россия                                        | Бремя власти                                            | Да       |           |                |       |              | Документальный цикл (эпизоды «Юрий Андропов» и «Гейдар Алиев») |
| 2005       | Россия                                        | Культура — это судьба                                   |          | Идея      |                | Да    | ведущий      | Документальный цикл (12 эпизодов) |
| 2007       | Франция                                       | У каждого своё кино                                     | Да       |           |                |       |              | Киноальманах (эпизод «В темноте») |
| 2007       | Россия                                        | Глянец                                                  | Да       | Да        |                |       |              | |
| 2007       | Россия                                        | Мороз по коже                                           |          | Да        | Да             |       |              | |
| 2008       | Италия                                        | Демоны Санкт-Петербурга                                 |          | Да        |                |       |              | |
| 2010       | Россия                                        | Последнее воскресение                                   |          |           | Исполнительный |       |              | |
| 2010       | Великобритания, Венгрия                       | Щелкунчик и Крысиный Король                             | Да       | Да        | Да             |       |              | |
| 2012       | Россия                                        | Битва за Украину                                        | Да       | Да        |                |       |              | Документальный |
| 2014       | Россия                                        | Белые ночи почтальона Алексея Тряпицына                 | Да       | Да        | Да             |       |              | |
| 2016       | Россия, Германия                              | Рай                                                     | Да       | Да        | Да             |       |              | |
| 2018       | Россия, Италия                                | Грех                                                    | Да       | Да        | Да             |       |              | |
| 2020       | Россия                                        | Дорогие товарищи!                                       | Да       | Да        | Да             |       |              | |
| 2020       | Россия                                        | Человек неунывающий                                     | Да       | Да        | Да             |       |              | Документальный |
| 2025       | Россия                                        | Хроники русской революции                               | Да       | Да        |                |       |              | Сериал, 16 эпизодов |

Также в 2007 году снял видеоклипы для Димы Билана — «Дорогие мои москвичи» и «O Sole Mio».

## Документальные фильмы и телепередачи о Кончаловском
- 1997 — «История Андрея Кончаловского, который уехал, а потом вернулся» («Первый канал»)[97]
- 2007 — «Андрей Кончаловский. „Сцена“» — документальный фильм, режиссёр Никита Тихонов
- 2007 — «Андрей Кончаловский. „Экран“» — документальный фильм, режиссёр Алексей Колесников
- 2012 — «Две жизни Андрея Кончаловского» («Первый канал»)[98][99]
- 2012 — «Монолог в 4-х частях. Андрей Кончаловский» — документальный проект на Телеканале «Культура»
- 2013 — «Неизвестные Михалковы» («ТВ Центр»)[100]
- 2017 — «Поле притяжения Андрея Кончаловского» («Первый канал»)[101][102]

## Театральные проекты
- «Чайка» — спектакль, Одеон, Париж, (1987), Театр имени Моссовета, Москва, (2004), гастроли в Италии (2007).
- «Мисс Жюли» — спектакль, Театр на Малой Бронной, Москва, (2004).
- «Король Лир» — спектакль, Театр на Воли, Варшава, (2004).
- «Дядя Ваня» — спектакль, Театр имени Моссовета, Москва, 2009[103]; гастроли в Италии (2009 и 2014), странах Балтии (2009), Израиле (2010), США (2011), Великобритании (2014).
- «Три сестры» — спектакль, Театр имени Моссовета, Москва, (2012); гастроли в Санкт-Петербурге (2012), странах Балтии (2012), Израиле (2013), Италии (2014), Великобритании (2014).
- «Укрощение строптивой» — спектакль, Театр Сан-Фердинандо, Неаполь, (2013).
- «Эдип в Колоне» — спектакль, Театр Олимпико, Виченца, (2014).
- «Вишнёвый сад» — спектакль, Театр имени Моссовета, Москва, (2015).
- «Преступление и наказание» — рок-опера, «Театр мюзикла», Москва, (автор идеи, соавтор либретто, сопродюсер и режиссёр-постановщик), (2016).
- «Эдип в Колоне» — спектакль, БДТ им. Товстоногова, Санкт-Петербург, (2018).
- «Сцены из супружеской жизни» — спектакль, Международный театральный фестиваль в Неаполе (2018), МХАТ им. Горького, Москва, (2019).
- «Укрощение строптивой» — спектакль, Театр имени Моссовета, Москва, (2022).

## Опера и музыкальный театр
- «Евгений Онегин», «Ла Скала», Милан, (1985).
- «Пиковая дама», «Ла Скала», Милан, (1990).
- «Наша древняя столица» — музыкальное действо в честь празднования 850-летия Москвы, Красная площадь, (1997).
- «Война и мир» — опера, Мариинский театр, Санкт-Петербург, (2000), Метрополитен-опера, Нью-Йорк, (2002, 2009).
- «Бал Маскарад» — опера, Театро Реджио, Италия, (2001), Мариинский театр, Санкт-Петербург, (2001).
- «Празднование 300-летия Санкт-Петербурга» — зрелищное шоу, Санкт-Петербург, (2003).
- «Борис Годунов» — опера, Театро Реджио, Италия, Турин (2010).
- «Преступление и наказание». Театр мюзикла, Москва, (2016).
- «Отелло». МАМТ, Москва, (2019).